# Pieter Nierman
Pieter Antoon Nierman (Hilversum, 29 januari 1901 – aldaar, 15 september 1976) was een Nederlands geestelijke en een bisschop van de Rooms-Katholieke Kerk.
Nierman volgde zijn priesterstudies in Utrecht, waar hij op 15 augustus 1924 tot priester werd gewijd, tegelijk met zijn klasgenoot op het seminarie Bernard Alfrink. Na zijn wijding was hij kapelaan in Borne en Utrecht, en daarna pastoor in Oosterhout. 
In 1954 werd Nierman deken van het dekenaat Groningen. Nadat in 1955 het bisdom Groningen was afgesplitst van het bisdom Utrecht, werd hij op 10 maart 1956 tot eerste bisschop van het nieuwe bisdom benoemd, dat Groningen, Drenthe, Friesland en de Noordoostpolder omvatte. Zodoende was hij de eerste bisschop van Groningen na het herstel van de bisschoppelijke hiërarchie in 1853. In de zestiende eeuw was er al een bisdom Groningen ingesteld, maar na de franciscaan Johannes Knijff heeft geen van diens enkele opvolgers daadwerkelijk de stad kunnen betreden. Nierman werd op 11 mei 1956 bisschop gewijd door zijn klasgenoot aartsbisschop Alfrink van Utrecht, die toen nog geen kardinaal was. Als wapenspreuk koos Nierman het psalmvers Deus refugium et virtus (God, toevlucht en kracht), 46 (45); 2.
Nierman nam deel aan het door paus Johannes XXIII uitgeroepen Tweede Vaticaans Concilie en trachtte daarna in zijn bisdom  de uitkomsten van dat concilie in praktijk te brengen. 
Op 21 mei 1969 ging Nierman op eigen verzoek met emeritaat. Hij overleed in een ziekenhuis in Hilversum en werd begraven bij het klooster Sint-Elisabeth in Lage Vuursche. In 1998 volgde evenwel een herbegrafenis op het R.K. Kerkhof in de stad Groningen.
- Biografisch Portaal: 96104947
- Nederlandse Thesaurus van Auteursnamen: 073790931
- Virtual International Authority File: 282469138
- WorldCat: E39PBJj8KHV43xCGGCtHMcwgrq